# Khook
Khook (bra: Pig - Uma Comédia Matadora; prt: Pig - Porco) é um filme de comédia iraniano de 2018 dirigido e escrito por Mani Haghighi. Estrelado por Hassan Majooni, Leila Hatami e Leili Rashidi, estreou no Festival Internacional de Cinema de Berlim em 21 de fevereiro.

## Elenco
- Hassan Majooni
- Leila Hatami
- Leili Rashidi
- Parinaz Izadyar